# Cerezo de Arriba
Cerezo de Arriba – gmina w Hiszpanii, w prowincji Segowia, w Kastylii i León, o powierzchni 48,66 km². W 2011 roku gmina liczyła 190 mieszkańców.